# Матеаш, Максим
Максим Матеаш (словац. Maxim Mateáš; родился 12 мая 2008) — словацкий футболист, полузащитник клуба «Слован».

## Клубная карьера
Воспитанник футбольной академии братиславского клуба «Слован».
18 мая 2024 года дебютировал в основном составе «Слована», выйдя на замену в матче Найк-лиги (высшего дивизиона чемпионата Словакии) против клуба «Ружомберок» в возрасте 16 лет и 6 дней. В октябре 2024 года подписал свой первый профессиональный контракт.

## Карьера в сборной
Выступал за сборные Словакии до 15, до 16 и до 17 лет.